# نجات دهنده (فیلم ۲۰۱۴)
نجات دهنده یا ناجی (به انگلیسی: Redeemer) یک فیلم انتقام جویانه و رزمی محصول سال ۲۰۱۴ سینمای شیلی به کارگردانی ارنستو دیاز اسپینوزا با بازی مارکو زارور و نوآ سیگان است. زارور نقش یک قاتل سابق را بازی می‌کند که از طریق کشتن باندهای مواد مخدر که زمانی به آن‌ها خدمت می‌کرد، به دنبال رستگاری است. این فیلم اولین بار در سپتامبر ۲۰۱۴ در جشنواره فانتستیک به نمایش درآمد.

## داستان
آدمکش سابق یک کارتل مواد مخدر برای جبران گناهان خود، تبدیل به یک قهرمان می‌شود…

## تولید
فیلمبرداری در ۲۴ مارس ۲۰۱۴ در شیلی آغاز شد و در اواسط ماه مه به پایان رسید.